# Мили Д'Абрачо
Мили Д'Абрачо (на английски: Milly D'Abbraccio) е артистичен псевдоним на италианската порнографска актриса, модел, актриса в игрални филми, певица и политик Емилия Кучиниело (Emilia Cuciniello), родена на 3 ноември 1964 г. в град Авелино, регион Кампания, Италия.
През 1978 г., на 14-годишна възраст, Мили Д'Абрачо започва своята кариера като модел, печелейки титлата „Мис тийнейджър Италия“ и в следващите години тя участва като актриса в игрални филми и се появява в различни телевизионни шоу програми. През 1979 г. излиза песента ѝ „Супермен Супергалактико“.
В края на 80-те години на 20 век Д'Абрачо се присъединява към италианската порнографска агенция „Дива Футура“ и започва да се снима в порнографски филми. Тя работи в индустрията за възрастни над 15 години.
След края на порнографската си кариера тя се включва в политиката и през 2008 г. участва в изборите за общинския съвет на Рим като кандидат на италианската социалистическа партия, но не е избрана. През 2011 г. Д'Абрачио обявява кандидатурата си за кмет на град Монца, подкрепена от местната партия „Форца Монца“.
Сестрата на Мили Д'Абрачо – Марианджела Д'Абрачо, родена през 1962 г., е актриса.